# Scott Marlowe
Scott Marlowe, nato Ronald Richard DeLeo (Newark, 24 giugno 1932 – Los Angeles, 6 gennaio 2001), è stato un attore statunitense.

## Filmografia parziale

### Cinema
- The Cool and the Crazy, regia di William Witney (1958)
- Young and Wild, regia di William Witney (1958)
- La nostra vita comincia di notte (The Subterraneans), regia di Ranald MacDougall (1960)

### Televisione
- Wire Service – serie TV, episodio 1x12 (1956)
- Bronco – serie TV, episodio 1x03 (1958)
- The Further Adventures of Ellery Queen – serie TV, episodio 1x27 (1959)
- Lo sceriffo indiano (Law of the Plainsman) – serie TV, episodio 1x24 (1960)
- Corruptors (Target: The Corruptors) – serie TV, episodi 1x08-1x26 (1961-1962)
- I detectives (The Detectives) – serie TV, episodio 3x20 (1962)
- Gunsmoke – serie TV, 4 episodi (1963-1966)
- Kronos - Sfida al passato (The Time Tunnel) – serie TV, episodio 1x12 (1966)
- F.B.I. (The F.B.I.) – serie TV, 10 episodi (1966-1973)
- The Outsider – serie TV, episodio 1x17 (1969)
- Executive Suite – serie TV, 10 episodi (1976-1977)
- Il tempo della nostra vita (Days of Our Lives) – soap opera, 6 puntate (1984)